# Rensvik
Rensvik är en tätort i Kristiansunds kommun i Møre og Romsdal fylke i västra Norge. Orten ligger vid riksväg 70 på den norra delen av ön Frei.
Orten har tidigare utgjort centralort i dåvarande Frei kommun.